# Eric Weinstein
Eric Ross Weinstein (Los Angeles, outubro de 1965) é um matemático e economista estadunidense.
Weinstein recebeu seu PhD em física matemática pelo Mathematics Department da Universidade de Harvard em 1992.